# 失敗博物館
失敗博物館（英語：Museum of Failure），是一座位於瑞典赫爾辛堡的博物馆，专门展示因設計不良，或實用性不佳而被市場淘汰的產品。該博物館於2017年6月7日开馆，此前曾在洛杉磯進行臨時展覽。創辦人塞繆爾·威斯特（Samuel West）在參觀克羅地亞首都薩格勒布的失戀博物館後受到啟發，開辦了失敗博物館，並解釋「人們總是注意到成功，但失敗的事情卻不被討論」。於是，他收集了如諾基亞發行的N-Gage、Google眼鏡、蘋果公司的掌上電腦Newton、咖啡味可口可樂和高露潔的牛肉千層麵等不受市場歡迎的產品，以提醒大眾承認失敗是繼續創新的條件。
在香港，於2015年的時候，就已有人在香港蒐集失敗故事，並開設「仆值博物館」，以虛擬展覽空間，讓公眾分享失敗經驗，因為團隊相信：「每次仆低，都有值得紀念嘅地方。」而在2019年5月，則有一場為期兩星期的展覽於青年廣場舉行，並鼓勵青年要勇往直前，從挫折中發掘生命的意義。
除了在瑞典的固定展覽館，失敗博物館也在世界多座城市進行巡迴展出。

## 資料來源
1. ↑  . Washington Post. 2017-06-12  [2017-06-13]. （原始内容存档于2017-06-12）.
2. ↑  . 2018-03-08  [2018-03-13]. （原始内容存档于2018-03-13）.
3. ↑  . Svd.se.   [2017-05-03]. （原始内容存档于2017-04-07）.
4. ↑  Vonberg, Judith. . Edition.cnn.com. CNN. 2017-04-06  [2017-05-03]. （原始内容存档于2017-04-20）.
5. ↑  . 立場新聞. 2015-12-02  [2018-11-28]. （原始内容存档于2018-11-28）.
6. ↑  失敗博物館（页面存档备份，存于）
7. ↑  . 頭條日報. 2019-05-27  [2019-05-27]. （原始内容存档于2019-05-27）.

## 外部連結
- （英文）   官方網站